# Kristine Stavås Skistad
Kristine Stavås Skistad, född 8 februari 1999, är en norsk längdskidåkare. Den 28 januari 2023 tog Skistad sin första världscupseger i sprinten i Les Rousses.

## Resultat

### Pallplatser i världscupen
Skistad har nio individuella pallplatser i världscupen: sex segrar, två andraplatser och två tredjeplatser.
| Säsong  | Datum            | Plats       | Disciplin  | Placering |
| ------- | ---------------- | ----------- | ---------- | --------- |
| 2022/23 | 28 januari 2023  | Les Rousses | Sprint (K) | 1:a       |
| 2022/23 | 14 mars 2023     | Drammen     | Sprint (K) | 1:a       |
| 2022/23 | 18 mars 2023     | Falun       | Sprint (F) | 1:a       |
| 2022/23 | 21 mars 2023     | Tallinn     | Sprint (F) | 1:a       |
| 2022/23 | 25 mars 2023     | Lahtis      | Sprint (K) | 1:a       |
| 2023/24 | 24 november 2023 | Ruka        | Sprint (K) | 3:a       |
| 2023/24 | 9 december 2023  | Östersund   | Sprint (K) | 2:a       |
| 2023/24 | 15 december 2023 | Trondheim   | Sprint (F) | 1:a       |
| 2023/24 | 30 december 2023 | Toblach     | Sprint (F) | 3:a       |
| 2023/24 | 3 januari 2024   | Davos       | Sprint (F) | 2:a       |

### Världsmästerskap
| Tävling      | 10 km | Skiathlon | 30 km | Sprint | Stafett | Lagsprint |
| ------------ | ----- | --------- | ----- | ------ | ------- | --------- |
| Seefeld 2019 | —     | —         | —     | 11:e   | —       | —         |
| Planica 2023 | —     | —         | —     | 5:e    | —       | —         |